# L'Empreinte des géants
Pour plus de détails, voir Fiche technique et Distribution.
L'Empreinte des géants est un film franco-allemand réalisé par Robert Enrico en 1979 et sorti le 5 mars 1980. Le scénario est adapté du roman La Marie-Marraine d'Hortense Dufour.

## Synopsis
La vie des travailleurs et de leurs familles dans un chantier de construction d'une autoroute en 1965. La scène a eu lieu sur le territoire de la commune de Pagny-le-Château

## Fiche technique
- Titre : L'Empreinte des géants
- Réalisation : Robert Enrico
- Dialogue : Robert Enrico et François Chevallier
- Adaptation : Robert Enrico et François Chevallier
- Chef Operateur : Didier Tarot
- Musique : Karl-Heinz Schäfer
- Assistant réalisateur : Claire Denis
- Producteur : Gérard Beytout
- Pays d'origine :  France /  Allemagne de l'Ouest
- Date de sortie :
  - France : 5 mars 1980

## Distribution
- Zoé Chauveau : Éléonore Meru
- Serge Reggiani : Fouldroule
- Mario Adorf : Meru
- Andréa Ferréol : Germaine Hansen
- Raimund Harmstorf : Jo Hansen
- Dominique Laffin : Lucie Dromner
- Patrick Chesnais : Martial Dromner
- Philippe Léotard : Lucien Chabaud
- Bertrand Bonvoisin : Paul